# NGC 4235
NGC 4235 је спирална галаксија у сазвежђу Девица која се налази на NGC листи објеката дубоког неба.
Деклинација објекта је + 7° 11' 27" а ректасцензија 12h 17m 9,7s. Привидна величина (магнитуда) објекта NGC 4235 износи 11,7 а фотографска магнитуда 12,6. Налази се на удаљености од 35,1000 милиона парсека од Сунца. NGC 4235 је још познат и под ознакама IC 3098, UGC 7310, MCG 1-31-36, CGCG 41-62, VCC 222, PGC 39389.